# Joe & The Juice
Joe & The Juice är en dansk kedja av juicebarer och kaffebutiker som finns runt om i världen. Från och med 2019 finns Joe & The Juice på över 300 platser i Europa, Nordamerika, Asien och Australien. Restaurangerna säljer främst kaffe, juicer och smörgåsar.

## Historia
Joe & The Juice grundades år 2002 av Kaspar Basse. Företaget har sitt huvudkontor i Köpenhamn och säljer kaffe, te, smörgåsar, färska juicer, smoothies och shots gjorda på organiska ingredienser.
År 2013 köptes företaget upp av Valedo Partners för 48 miljoner US-dollar, medan Kaspar Basse fick behålla 10% av företaget. General Atlantic investerade i oktober 2016 i företaget för att hjälpa till med finansieringen av en expansion till USA.
Utöver ett flertal platser runt om i Danmark, har Joe & The Juice (2019) serveringar i Sverige, Tyskland, Nederländerna, Norge, England, Frankrike, Finland, Schweiz, Island, USA, Hongkong, Singapore, Sydkorea och Australien.